# Eskadrilja
Eskadrilja (francosko escadrille, nemško Staffel, angleško squadron) je osnovna letalska taktična enota istega tipa letal sestavljena tipično iz 8 do 12 velikih transporterjev, bombnikov ali tankerjev dolgega dosega oz. 18 do 24 lovcev, jurišnikov ali trenažerjev. Večina letenja je v formaciji več letal.   
Eskadrilja se operativno razcepi na oddelke, ki delujejo samostojno v sklopu naloge (npr. boja) kot par dvojk (4 letala) ali par trojk (6 letal). Eskadrilja sestoji iz 2 do 4 takšnih oddelkov letal.  
Oddelek je sestavljen iz dveh dvojk (nemško: schwarm, angleško: section) 2 x 2 letali = 4 letal ali redkeje dveh trojk  2 x 3 letala = 6 letal.
Trojka skupina treh posameznih letal (nemško: kette). 
Par dveh letal/dvojka/par (nemško: rotte, angleško: element) je najmanjša letalska enota.
Letalska skupina, krilo ali letalsko brigado sestavljajo 2 do 3 eskadrilje (angleško: air group, wing; nemško: Taktisches Luftgruppe)